# پدروی یکم (برزیل)
پدروی یکم برزیل (به پرتغالی: Pedro I do Brasil)؛ زاده ۱۲ اکتبر ۱۷۹۸ – درگذشته ۲۴ سپتامبر ۱۸۳۴) یکی از پادشاهان پرتغال و برزیل بود.
بنا به وصیت پدروی یکم پس از مرگ، از قلب او در ظرفی با محلول فرمالدهید نگهداری می‌شود.